# Robert David Hall
Pour les articles homonymes, voir Robert Hall et Hall.
Robert David Hall, né le 9 novembre 1947 à East Orange (New Jersey), est un acteur américain.

## Biographie
Robert David Hall a été victime d'un terrible accident de voiture qui lui a coûté l'amputation de ses deux jambes en 1978. Pour pallier ce handicap, il travaille longtemps à la radio mais parvient tout de même à s'offrir une belle carrière d'acteur.

## Filmographie

### Télévision
- 2000-2015  : Les Experts : Docteur Al Robbins (328 épisodes)
- 2013 : Accusée par erreur (The Wrong Woman) : Juge Wallace
- 1988-1989 : Les Routes du paradis : Wayse Decrest (Saison5 ep6/12)

### Cinéma
- 1996 : Haute tension : Dominic
- 1997 : Starship Troopers de Paul Verhoeven : ex-fantassin
- 1998 : Négociateur : le sergent Cale Wangro
- 1999 - 2001 : The Practice : juge Bradley Michaelson (4 épisodes)
- 1999 : À la Maison-Blanche : David Nessler